# تاريخ سريلانكا
تاريخ سريلانكا متداخِل في تاريخ شبه القارة الهندية والمناطق المحيطة، وهذا يشمل جنوب آسيا وجنوب شرقها والمحيط الهندي.
يرجع تاريخ أقدم رفات بشري وُجد في جزيرة سريلانكا إلى عام 35,000 قبل الحاضر (رجُل بالانجودا).  يبدأ فجر تاريخ المنطقة في القرن الثالث، وهذا استنادًا إلى السجلات البراكريتية التي من قَبيل «ماهاڤَمْزة» و«ديڤَمْزة» و«كولاڤَمزة»، فالتأريخ فيها بادئ من وصول السِّنهاليِّين من شمال الهند. هذه السجلات التأريخية اكتُشف فيها أول وثائق استيطان الجزيرة، وجاء فيها تفصيل ما بعد قيام «مملكة تامباپاني» في القرن السادس قبل الميلاد على أيدي الأسلاف الأوائل للسنهاليين. أُرِّخ أول حاكم سريلانكيّ لمملكة أنورادابورا (پَندوكَبْهايا) في القرن الرابع قبل الميلاد. دخلتها البوذية في القرن الثالث قبل الميلاد على يد الأرهات ماهِندة (ابن الإمبراطور الهندي أشوكا). أُرِّخ أول حاكم تاميلي لمملكة أنورادابورا (إلّالن الغازي، أو إلارا) في القرن الثاني قبل الميلاد.
انقسمت الجزيرة إلى ممالك عديدة في القرون اللاحقة، واتحدت مؤقتا بين 993–1077 م على يد أسرة تشولا. تعاقب على حكم سريلانكا 181 ملكًا من عهد أنورادابورا إلى عهد كاندي. من القرن العشرين خضعت بعض المناطق الساحلية فيها لسيطرة البرتغاليين والهولنديين والبريطانيين. بين 1597 و1658 خضع جزء كبير من الجزيرة لحكم البرتغاليين، لكن فقد البرتغاليون ممتلكاتهم في سيلان بسبب التدخل الهولندي في حرب الثمانين عامًا. وبعد الحرب الكاندية اتحدت الجزيرة في 1815 تحت الحكم البريطاني، لكن اندلعت انتفاضات مسلحة ضد البريطانيين في «تمرد يوفا» (1818) و«تمرد مَطَلي» (1848). نالت حق الاستقلال أخيرًا في 1948، لكنها ظلت دُومِينْيُونًا للإمبراطورية البريطانية حتى 1972.
في 1972 أعلنت سريلانكا تحوُّلها إلى جمهورية. وفي 1978 وُضع دستور جعل الرئيس التنفيذي رئيسًا للدولة. في 1983 اندلعت الحرب الأهلية السريلانكية، وهذه الحرب تضمنت انتفاضة شبابية مسلحة في 1971 وفي 1987–1989، واستمرت 25 عامًا حتى وضعت أوزارها في 2009.

## أزمة القرن السادس عشر (1505–1594)

### التدخل البرتغالي
أول من زار سريلانكا من الأوروبيين كان: البرتغاليين. في 1505 بلَغها لورنسو دي ألميدا، ووجد الجزيرة –التي كانت منقسمة إلى 7 ممالك متحارِبة– عاجزة عن صد الدخلاء. في 1517 أقام البرتغاليون حصنًا في مدينة كولمبو الِميناوية، وتوسعوا تدريجيًّا في السيطرة على المناطق الساحلية. وفي 1592 نقل السنهاليون عاصمتهم إلى مدينة كاندي البرية، وهذا موقع آمَنُ من الهجمات الخارجية. واستمرت الحرب على مَر القرن السادس عشر، لكن على فترات متقطعة.
إلى جانب ذلك اعتنق سنهاليون كثيرون المسيحية، إذ بعث البرتغاليون بعثات تبشيرية، في حين اضطهدوا الموريين (المسلمين) الساحليين دينيًّا، واضطروهم إلى التراجع إلى المقاطعة الوسطى. كرهت الأغلبية البوذية الاحتلال البرتغالي وتأثيره، مُرحِّبةً بأي قوة تنقذها منه. وعندما رسا القبطان الهولندي يوريس ڤان سپِلْبِرخن في 1602، ناشده ملِك كاندي العون.

### التدخل الهولندي
في 1638 تعاهد راجاسِنْغَة الثاني (ملك كاندي) والهولنديون على التخلص من البرتغاليين الذين سيطروا على معظم المنطقة الساحلية في الجزيرة. كان أهم شروط المعاهدة أن يسلِّم الهولنديون المنطقة الساحلية إلى الملك الكاندي بعد انتزاعها، مقابل احتكار هولندي للتجارة في الجزيرة. وقد انتهك الطرفان المعاهدة. ففي 1656 استولى الهولنديون على كولمبو، وتغلبوا في 1658 على آخر المعاقل البرتغالية قرب جفنا. وبحلول 1660 كانوا استحوذوا على الجزيرة كلها ما عدا مملكة كاندي غير الساحلية. كان الهولنديون بروتستانتيين، فاضطهدوا الكاثوليكيين وبقية المستوطِنين البرتغاليين، لكنهم تركوا البوذيين والهندوسيين والمسلمين في حالهم. وفوق ذلك فرضوا على الناس ضرائب أكثر كثيرًا مما فرضها البرتغاليون.[بحاجة لمصدر]
من بقايا الفترة الهولندية وإرثها في سيلان «البَراغِرة الهولنديون» (Dutch Burghers): هُجَناء، أصلهم خليط من الهولنديين والمحليين. في 1883 وضع السير ريتشارد أُتْلِي (قاضي قضاة سيلان) تعريفًا آخر لبراغرة سيلان.[بحاجة لتوضيح]

## استعمار سريلانكا (1815–1948)

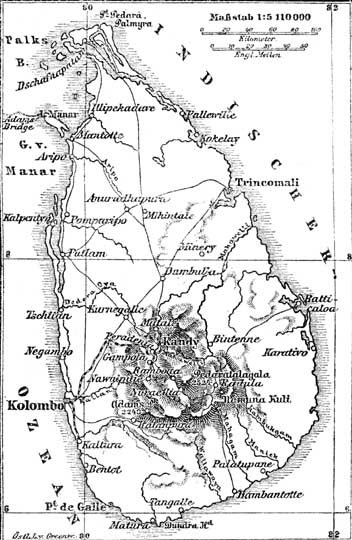
خريطة ألمانية لجزيرة سيلان تعود لأواخر القرن التاسع عشر.

في الحروب النابليونية احتلت بريطانيا العظمى المناطق الساحلية من الجزيرة –التي سمَّوها سيلان– في 1796، خوفًا أن تستحوذ فرنسا عليها بسبب سيطرتها على هولندا. ولم يكن الاحتلال عسيرًا على البريطانيين. بمعاهدة أميان في 1802 صار الجزء الهولندي من الجزيرة في قبضة بريطانيا، وأصبح مستعمرة تابعة للتاج. في 1803 غزا البريطانيون مملكة كاندي في «الحرب الكاندية الأولى»، فصدَّهم الكانديون. لكن في 1815 نجح البريطانيون في «الحرب الكاندية الثانية»، فقضَوا على استقلالية سريلانكا.
بعد قمع تمرد يوفا، انتُزعت من القرويين الكانديين أراضيهم بموجب «مرسوم أراضي التاج رقم 12» الصادر في 1840 (حركة تسييج حديثة، تُدعى أيضًا «مرسوم أراضي اليباب»)، وصاروا إلى فقر مدقع. وجد البريطانيون المرتفعات السريلانكية مناسبة جدًّا لإنتاج القهوة والشاي والمطاط، وبحلول منتصف القرن التاسع عشر صار شاي سيلان منتَجًا أساسيًّا في السوق البريطاني، عائدًا بثروة هائلة على قلة من مُزارعي الشاي البيض. استحضر المزارعون عمالًا تاميليين كثيرين من جنوب الهند للعمل بعقود رسمية، وسرعان ما صار عددهم يمثِّل 10% من سكان الجزيرة. أُجبر هؤلاء على العمل كالعبيد، عائشين في عنابر ليس بينها وبين حظائر المواشي فرق كبير.
حابى البريطانيون البراغرة شبه الأوروبيين وبعض السنهاليين النبلاء والتاميليين الذين تركزوا غالبًا في شمال البلدة. لكنهم أدخلوا أيضًا بعض الديمقراطية في سريلانكا لأول مرة في تاريخها. وقد نال البراغرة درجة من الاستقلال في 1833. لكن لم يبدأ التطور الدستوري إلا في 1909 بجمعية منتخَبة جزئيًّا، ولم يَفُق عدد المنتخَبين عدد الموظفين رسميًّا إلا في 1920. ولم يُكفل حق التصويت العمومي إلا في 1931، بعد احتجاجات نخبة البراغرة والسنهاليين والتاميليين على السماح للعوام بالتصويت.

### حركة الاستقلال
تأسس حزب «كونغرس سيلان الوطني» للحض على رفع درجة الاستقلالية، وإن انقسم بُعَيد تأسُّسه لأسباب عِرقية وطبقية. صرح المؤرخ كيه إن دي سيلفا بأن من أهم أسباب انقسام الحزب: أن تاميليِّي سيلان لم يقبلوا مرتبة الأقلية ووضعها. لم يَسْع كونغرس سيلان الوطني إلى الاستقلال التام (أو السواراج). وانقسمت حركة الاستقلال –إن جاز التعبير– إلى تيارين: «الدستوريين» الذين سعوا إلى الاستقلال من خلال التعديل التدريجي لوضع سيلان، وجماعات أشد راديكالية مِحورها: اتحاد شباب كولومبو، وحركة غوناسنغة العمالية، وكونغرس شباب جفنا. هذه أول منظمات ترفع شعار «السواراج» (الاستقلال التام) احتذاء بالهنود، بعدما وفد جواهر لال نهرو وساروجيني نايدو وغيرهما من القادة الهنود إلى سيلان في 1926. أدت جهود الدستوريين إلى إصلاحات «لجنة دونومور» في 1931 وتوصيات «لجنة سولبيري»، التي دعمت مسودة دستور 1944 الخاص بمجلس وزراء دي إس سِنانَياكي. وُلد من الاتحادات الشبابية «حزب لَنكا سما سماجة» الماركسي في 1935، متخِذًا من الاستقلال التام مبدأً أساسًا له. حصل نائباه في مجلس الدولة، إن إم پيريرا وفيليب غَنوَردينا، على دعم أعضاء آخرين أقل راديكالية مثل: كُلڤين آر دي سيلفا، وليزلي غونوَردين، وڤيڤيان غونيواردين، وإدموند سَمَركودي، وناتيسة آير. طالب الحزب أيضًا باعتماد اللغتَين التاميلية والسنهالية لغتَين رسميتين للدولة بدل الإنجليزية. كانت الجماعة الماركسية أقلية صغيرة، ومع ذلك نالت اهتمامًا كبيرًا من الحكومة البريطانية. لو كانت نجحت تلك المحاولات الساعية إلى تثوير العوامّ على الراج البريطاني، لسالت دماء وتأخر الاستقلال. والأوراق البريطانية المكشوف عنها في خمسينيات القرن العشرين تنص على أن تأثير الحركة الماركسية في صنّاع السياسات الاستعماريين كان سلبيًّا جدًّا.